# Investigación de la Corte Penal Internacional sobre Palestina

## Investigación de la Corte Penal Internacional sobre Palestina
La investigación de la Corte Penal Internacional sobre el Estado de Palestina se enfoca en los crímenes de la competencia de la CPI que presuntamente se han cometido desde el 13 de junio de 2014. 
El 3 de marzo de 2021, la Fiscalía de la CPI anunció la apertura de la investigación sobre la situación en el Estado de Palestina  como parte de la decisión, por mayoría, de la Sala de Cuestiones Preliminares I, de 5 de febrero de 2021, de  “que la Corte puede ejercer su jurisdicción penal en la situación de Palestina y que el alcance territorial de esta jurisdicción se extiende a Gaza y Cisjordania, incluida Jerusalén Oriental”.
En su decisión mayoritaria, la Sala no determinó si Palestina cumplía los requisitos de la condición de Estado en marco del derecho internacional público ni mediando una disputa fronteriza sino únicamente determinando el alcance de la jurisdicción territorial de la Corte a los efectos del Estatuto de Roma. Sin embargo, “Tras evaluar las presentaciones de los Estados, las organizaciones internacionales y otras partes interesadas, la Sala opinó unánimemente que Palestina es un Estado Parte del Estatuto de Roma”.
El lunes 20 de mayo de 2024 el fiscal jefe de la Corte Penal Internacional, Karim Khan, solicitó órdenes de arresto contra el primer ministro de Israel, Benjamin Netanyahu, y el principal líder de Hamás, Yahya Sinwar.

### Antecedentes
En 2014 la Fiscalía de la CPI se había negado a iniciar una investigación en relación las acusaciones formuladas sobre la conducta de las Fuerzas de Defensa de Israel en el caso del ataque al Mavi Marmara y a la flotilla de seis embarcaciones con ayuda humanitaria de la organización pro-palestina Free Gaza, considerando que no había una base razonable para proceder según los criterios del Estatuto de Roma.

### Acusaciones de genocidio
El 29 de diciembre del 2023, Sudáfrica inicio el proceso  de Aplicación de la Convención para la Prevención y la Sanción del Delito de Genocidio en la Franja de Gaza (Sudáfrica contra Israel). El 26 de enero de 2024, la Corte Internacional de Justicia dictaminó de manera provisional que había plausibilidad de que se estuviese cometiendo un genocidio, pero no ordenó un cese al fuego.

### Jurisdicción de la Corte Penal Internacional en el caso
La Corte Penal Internacional tiene jurisdicción sobre cuatro crímenes: genocidio, crímenes de lesa humanidad (incluye 15 formas de violaciones graves cometidas como parte de un ataque en gran escala contra cualquier población civil), crímenes de guerra (violaciones graves en el contexto de un conflicto armado), crimen de agresión (uso de la fuerza armada por un Estado contra la soberanía, la integridad o la independencia de otro Estado).

#### Proceso legal
El proceso legal de la CPI consiste en las siguientes etapas después de que ocurren los delitos:
1) Exámenes preliminares: «La Fiscalía debe determinar si hay pruebas suficientes de crímenes de suficiente gravedad que caen dentro de la competencia de la CPI, si existen procedimientos nacionales genuinos y si la apertura de una investigación serviría a los intereses de la justicia y de las víctimas».  En caso de no cumplir con los requisitos para iniciar una investigación, o si la situación o los crímenes no están bajo la jurisdicción de la CPI, la Fiscalía de la CPI no puede investigar.
Según las conclusiones de los exámenes preliminares, la Fiscalía determinó que había jurisdicción para realizar una investigación sobre posibles crímenes de guerra en Palestina. 
2) Investigaciones (Etapa sobre la que se ubica la información del presente artículo). Las investigaciones tienen por objetivo reunir pruebas e identificar a los sospechosos. Una vez que esto se lleva a cabo la Fiscalía podría solicitar a los jueces de la CPI que emitan:
- a) una orden de arresto: la CPI depende de que los países realicen arrestos y transfieran sospechosos a la CPI; o

- b) una citación para comparecer: los sospechosos comparecen voluntariamente (de lo contrario, se puede emitir una orden de arresto).

3) Etapa previa al juicio
4) Etapa de prueba
5) Etapa de apelación
6) Ejecución de la pena